# Zefiryn Namuncurá
Zefiryn Namuncura, hiszp. Cefirino Namuncurá (ur. 26 sierpnia 1886 w Chimpay w Patagonii, zm. 11 maja 1905 w Rzymie) – postulant salezjański, błogosławiony Kościoła katolickiego.
Urodził się w argentyńskiej wiosce Chimpay nad rzeką Rio Negro. Jego ojciec Manuel Namuncura był ostatnim wielkim wodzem Indian Araucana. Mając 11 lat Zefiryn przeniósł się do Buenos Aires. Nauczył się katechizmu i języka kastylijskiego. 8 września 1898 przystąpił do pierwszej komunii świętej. W 1903 przyjęto go, jako aspiranta do wspólnoty salezjańskiej. Rozpoczął naukę łaciny. Z powodu słabego zdrowia Zefiryn został przeniesiony do Włoch, by mógł kontynuować studia rozpoczęte w kolegium. Uczęszczał do szkoły w Turynie i Instytutu Salezjańskiego w Villa Sora koło Frascati. 27 września 1904 odwiedził papieża Piusa X.
Zmarł w rzymskim szpitalu Braci Bonifratrów na gruźlicę w wieku niespełna 19 lat w opinii świętości.
Jego doczesne szczątki wróciły do Argentyny do Fortin Mercedes nad rzeką Colorado w 1924. Miejsce to jest czczone przez licznych pielgrzymów z całego kraju.
Został beatyfikowany przez papieża Benedykta XVI w dniu 11 listopada 2007.
Jego wspomnienie liturgiczne obchodzone jest w dzień urodzin (26 sierpnia) lub śmierci (11 maja).